# Matthew Carr
Matthew Carr es un deportista australiano que compitió en judo. Ganó una medalla de bronce en el Campeonato de Oceanía de Judo de 1994 en la categoría de –78 kg.

## Palmarés internacional
| Campeonato de Oceanía | Campeonato de Oceanía | Campeonato de Oceanía | Campeonato de Oceanía |
| Año                   | Lugar                 | Medalla               | Categoría             |
| --------------------- | --------------------- | --------------------- | --------------------- |
| 1994                  | Sídney (Australia)    | Medalla de bronce     | –78 kg                |